# Los Angeles Music Center

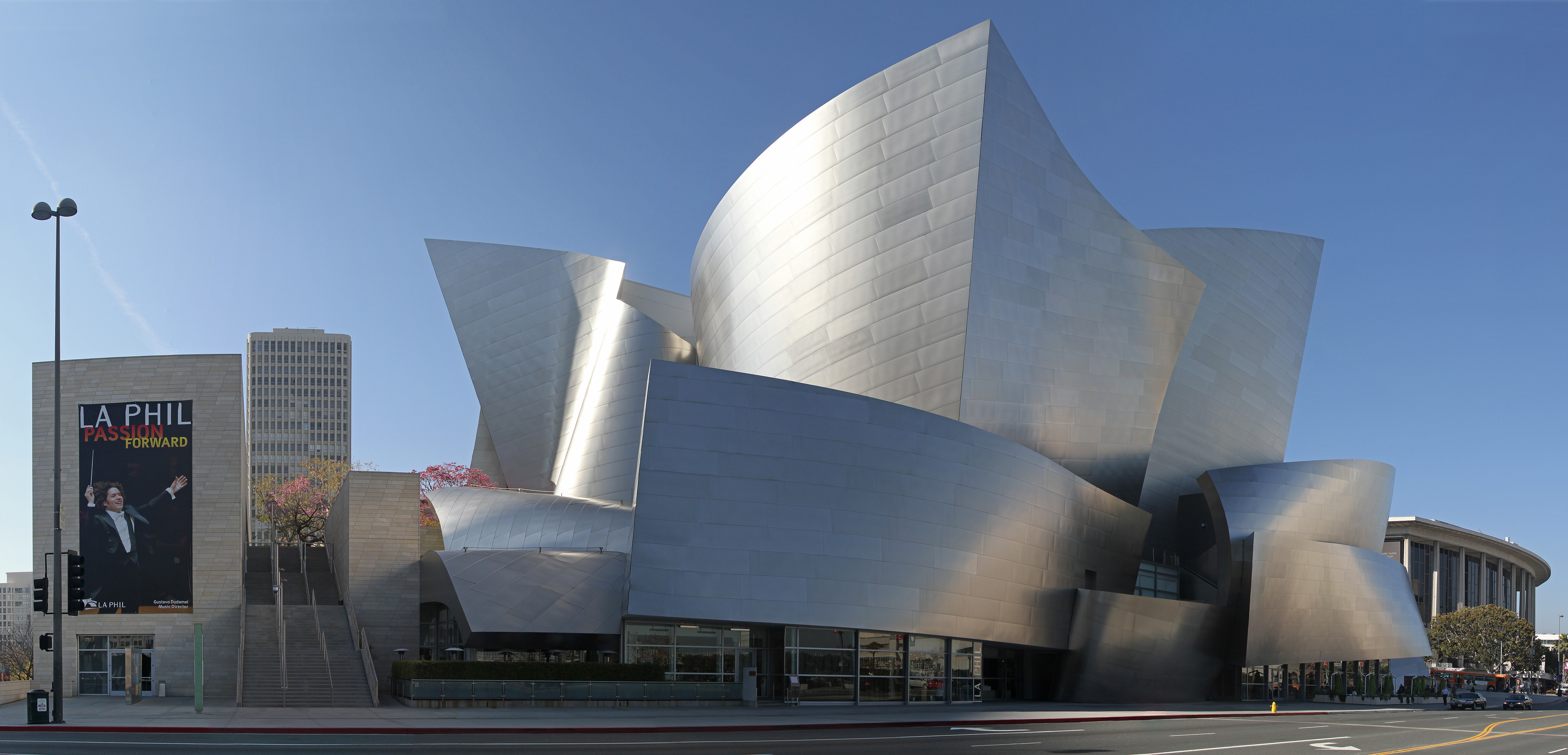
La Walt Disney Concert Hall, con il Dorothy Chandler Pavilion sulla destra

Il Music Center (ufficialmente chiamato Performing Arts Center of Los Angeles County) è uno dei più grandi centri di arti sceniche degli Stati Uniti. Situato nel centro di Los Angeles, il Music Center ospita il Dorothy Chandler Pavilion, l'Ahmanson Theatre, il Mark Taper Forum, il Roy and Edna Disney / CalArts Theater e la Walt Disney Concert Hall. Ogni anno il Music Center accoglie più di 1,3 milioni di persone alle esibizioni delle sue quattro compagnie residenti di fama internazionale: Los Angeles Philharmonic Orchestra, Los Angeles Opera, Los Angeles Master Chorale e Center Theatre Group (CTG), oltre a spettacoli della serie di danza Glorya Kaufman Presenta la Danza al Music Center. Il centro ospita eventi della comunità, festival artistici, concerti all'aperto, attività artistiche partecipative e laboratori e programmi educativi.

## Storia
Nell'aprile del 1955 Dorothy Chandler, moglie del editore del Los Angeles Times Norman Chandler, iniziò la raccolta di fondi finalizzata ad una sede permanente per la Filarmonica. Alla fine la signora Chandler raccolse quasi $ 20 milioni in donazioni private; la contea fornì il sito e raggiunse i restanti 14 milioni di dollari utilizzando obbligazioni legate ai mutui.
Il resto del complesso fu completato nell'aprile del 1967. Le sedi aggiuntive, il Mark Taper Forum e l'Ahmanson Theatre, furono inaugurate rispettivamente il 19 e il 12 aprile 1967.
Quando il Dorothy Chandler Pavilion aprì le sue porte il 6 dicembre 1964, il ventottenne Zubin Mehta guidò la Los Angeles Philharmonic Orchestra in un programma che comprendeva il violinista Jascha Heifetz e le esecuzioni di Fanfare di Strauss e il Concerto per violino in re maggiore di Beethoven. Il Mark Taper Forum, "scandalizzando la struttura di potere di Los Angeles", secondo il suo direttore artistico Gordon Davidson, con la sua provocatoria produzione di apertura di The Devils di John Whiting. L'Ahmanson Theatre aprì con un rappresentazione dell'Man of La Mancha della Civic Light Opera. La prima stagione drammatica dell'Ahmanson vide Ingrid Bergman in More Stately Mansions di O'Neill, a testimonianza del suo intento di sposare grandi scrittori di teatro con grandi stelle dello spettacolo.
Dalla sua apertura nel 1964 il Music Center ha visto il debutto americano di Simon Rattle ed Esa-Pekka Salonen, le anteprime mondiali di Prima dell'ombra, Zoot Suit, Figli di un dio minore e Angels in America al Taper e spettacoli di Jessica Tandy, Hume Cronyn, Katharine Hepburn e Maggie Smith all'Ahmanson. La Filarmonica e la L.A. Master Chorale unirono le forze per fornire l'accompagnamento al restaurato film muto classico di Ėjzenštejn, Alexander Nevsky. Sebbene l'ultima passata stagione del Civic Light Opera al Music Center sia stata nel 1987, il Los Angeles Music Center Opera fu fondato nel 1986. Le sue produzioni comprendono Tristano e Isotta di Wagner, diretto da Jonathan Miller e sceneggiato da David Hockney.

### Costruzione della Walt Disney Concert Hall
Il 23 ottobre 2003 il Music Center aprì la Walt Disney Concert Hall progettata da Frank-Gehry, espandendo il campus a 11 acri (45 000 m²). La Sala da concerto da 2.265 posti ospita la Los Angeles Philharmonic Orchestra e la Los Angeles Master Chorale. La Walt Disney Concert Hall comprende il Disney e il Calarts Theatre di 266 posti (REDCAT) e aree di programmazione all'aperto tra cui l'anfiteatro per ragazzi della Fondazione W. M. Keck da 250-300 posti e l'anfiteatro Nadine e Ed Carson da 120 posti.

## Locali
I locali principali del complesso (che comprende anche alcuni anfiteatri all'aperto) sono:
- Dorothy Chandler Pavilion: 3.197 posti
- Mark Taper Forum: 739 posti
- Ahmanson Theatre: da 1.600 a 2.007 posti, a seconda della configurazione
- Walt Disney Concert Hall: 2.265 posti
- Roy and Edna Disney/CalArts Theatre (REDCAT): 266 posti

### Galleria fotografica

Principali locali del complesso
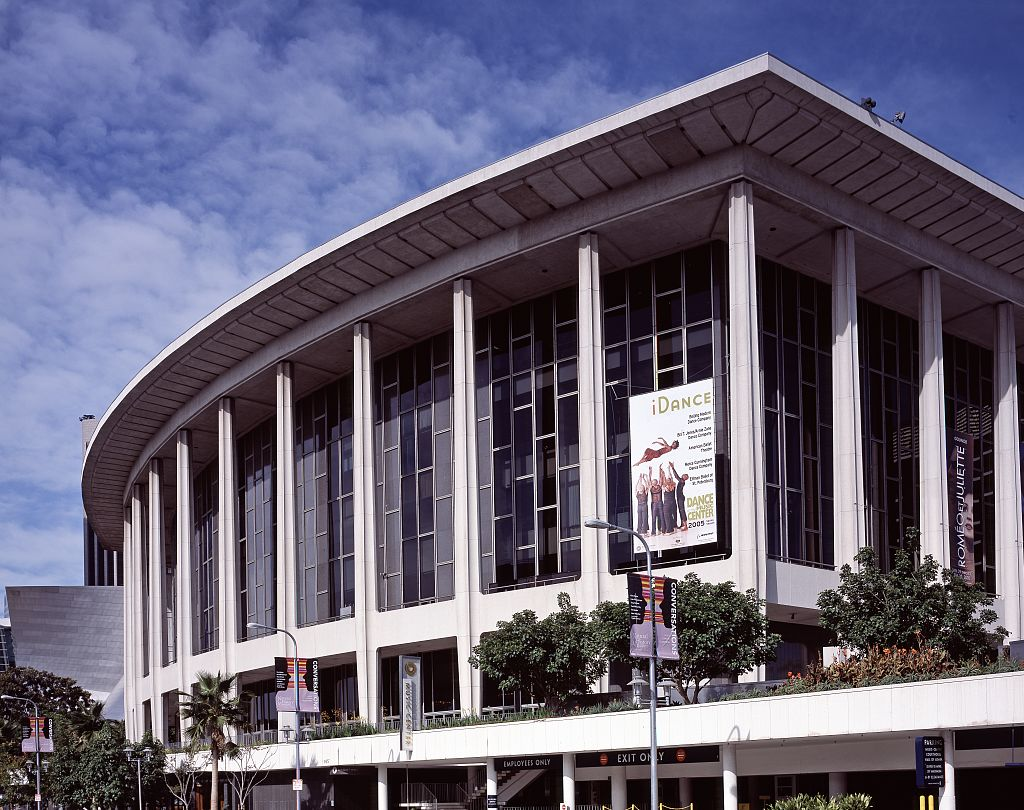
Dorothy Chandler Pavilion
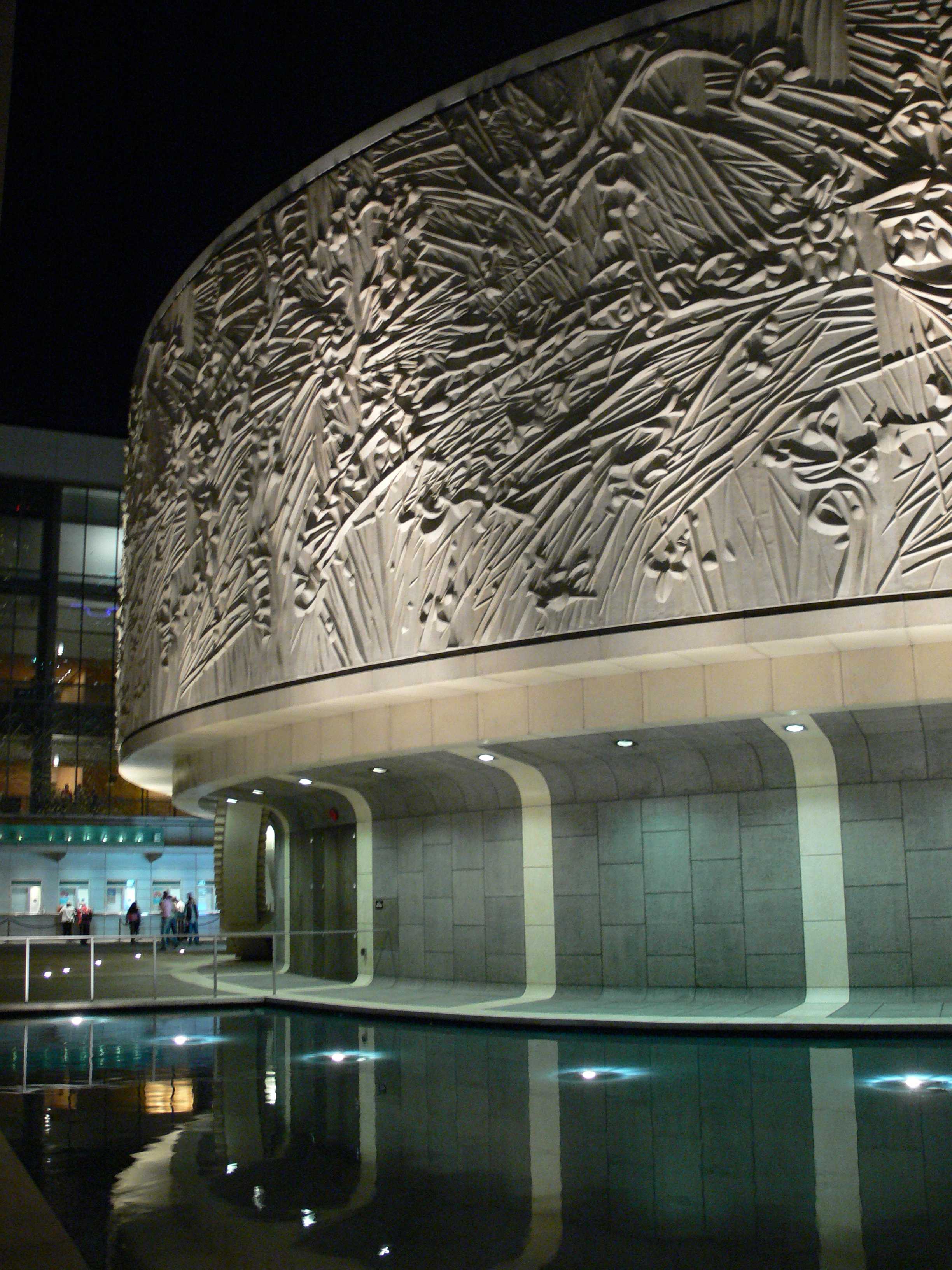
Mark Taper Forum
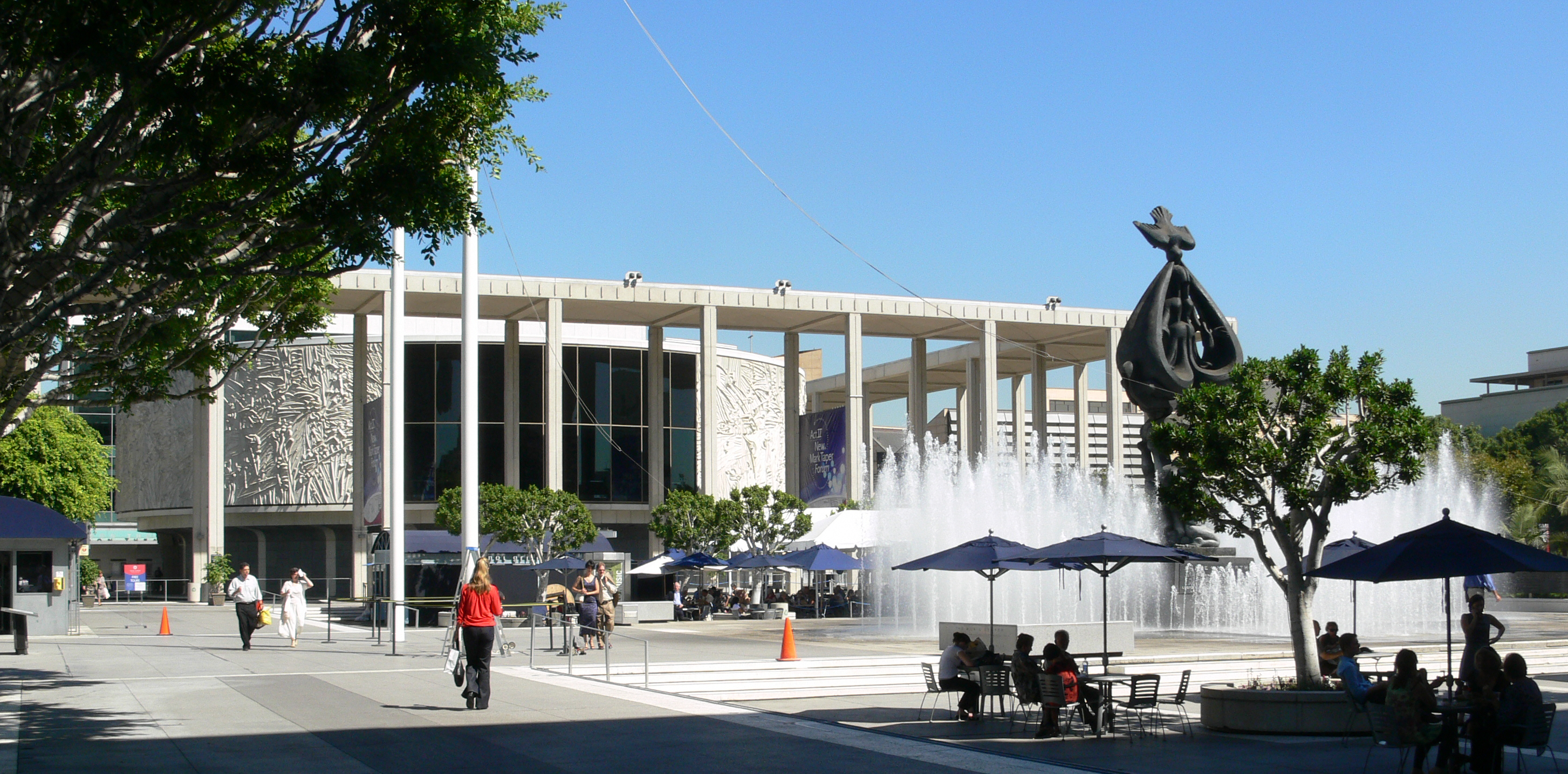
Mark Taper Forum
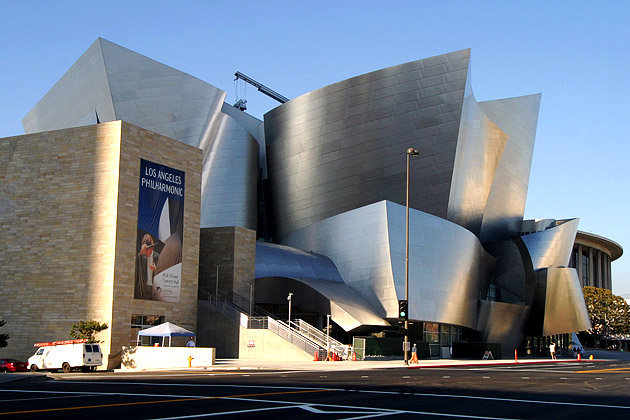
Walt Disney Concert Hall progettata da Frank Gehry
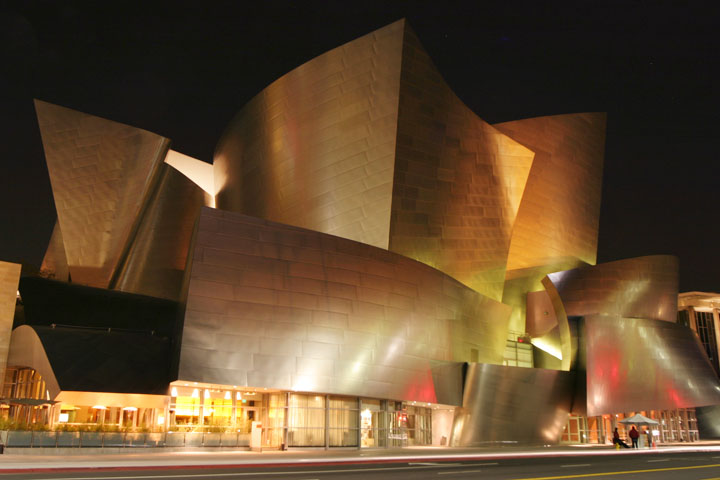
Walt Disney Concert Hall
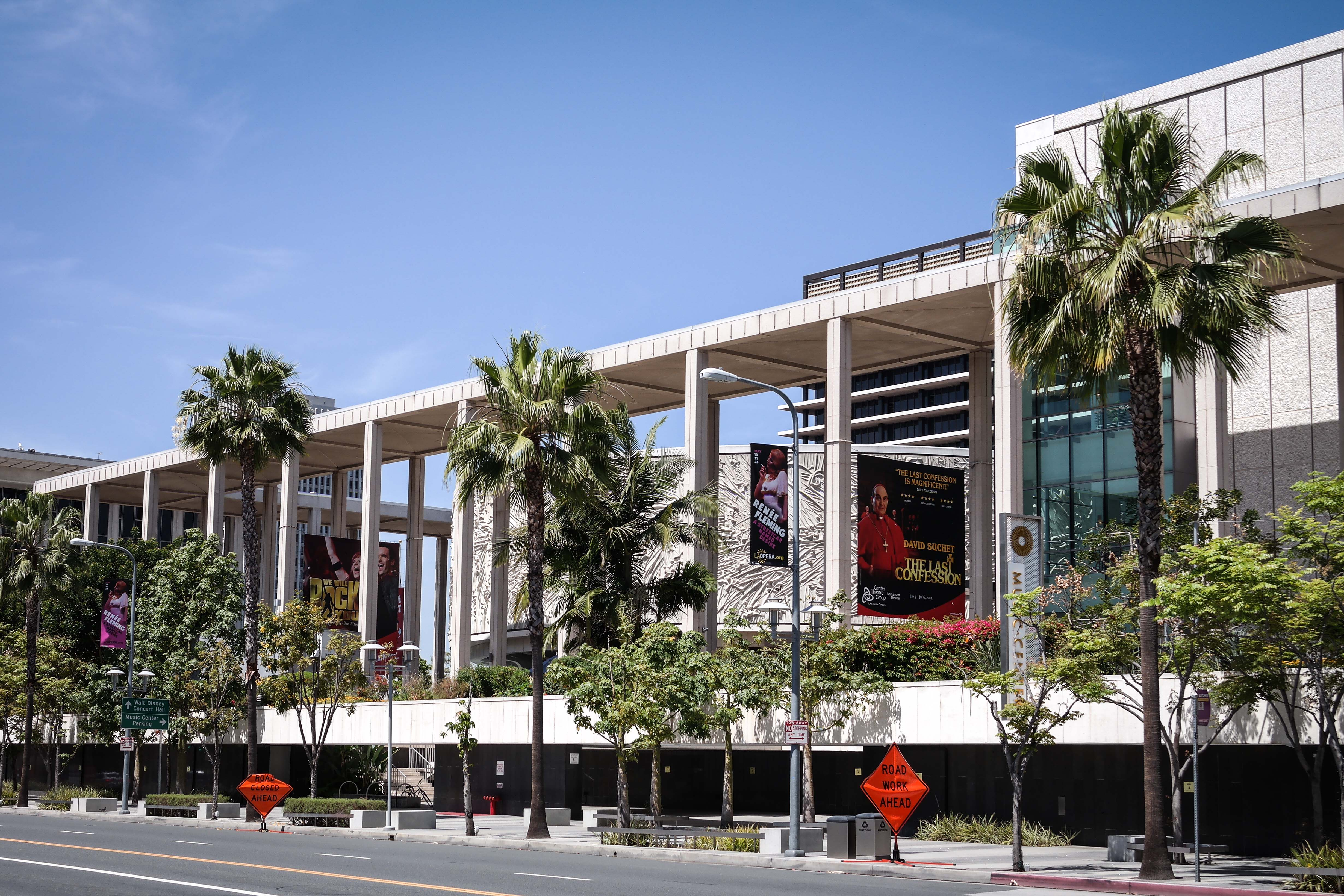
Ahmanson Theatre
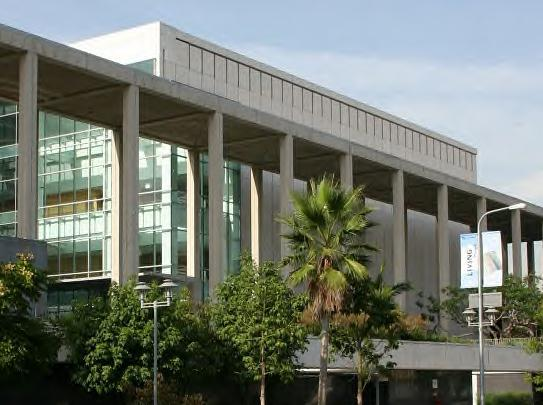
Ahmanson Theatre

## Arte pubblica

### Pace sulla Terra
"Peace on Earth" di Jacques Lipchitz fu inaugurato domenica pomeriggio 4 maggio 1969. La sua scultura ritrae una colomba che scende a terra con lo spirito di pace, simboleggiato dalla Madonna che si trova all'interno di un baldacchino a forma di lacrima, sostenuto da una base di agnelli sdraiati. Lawrence E. Deutsch e Lloyd Rigler donarono $ 250.000 per commissionare un lavoro per la fontana.
Gli architetti del Music Center, Welton Becket and Associates, si opposero a collocare la scultura nella piazza tra il Dorothy Chandler Pavilion e il Mark Taper Forum. Tuttavia, dopo una ricerca durata due anni, l'Art Committee del Music Center diede la commissione a Lipchitz.
La scultura fu spostata sul lato ovest della piazza come parte di un progetto di ristrutturazione da 40 milioni di dollari nel luglio 2018. Il progetto raddoppia la capacità della piazza da 2.500 a 5.000 persone.

### The Dance Door
La Dance Door, una scultura in bronzo, fu creata nel 1978 da Robert Graham e donata al Music Center nel 1982 da Frederick e Marcia Weisman. La Dance Door è formata da una porta di bronzo adornata a grandezza naturale, incernierata su una cornice di bronzo e bloccata in posizione aperta. La porta stessa è cava nel centro e composta da circa 7 pannelli di casse saldati su ciascun lato. Figure astratte di ballerine sono fuse in basso rilievo sui pannelli delle porte.

## Compagnie residenti
Il complesso ha quattro compagnie residenti:
- Los Angeles Philharmonic Orchestra
- Los Angeles Opera
- Los Angeles Master Chorale
- Center Theatre Group

### Educazione
Sin dal suo inizio nel 1979 il Music Center e i suoi programmi per la famiglia hanno servito più di 16 milioni e attualmente serve circa 1 milione di studenti e insegnanti ogni anno. Il Music Center crede che le arti migliorino la vita di tutte le persone e siano cruciali per lo sviluppo di ogni ragazzo. I materiali del programma progettati dal Centro musicale sono compresi nei libri di testo d'arte pubblicati da McGraw Hill, in uso in tutto il paese e sono anche disponibili sul sito Web del Music Center.
I programmi di educazione e famiglia comprendono "World City", "Blue Ribbon Children's Festival", "Very Special Arts Festival" e "Spotlight Awards".

### Active Arts
Lanciata nel luglio 2004 e progettata per espandere l'esperienza del pubblico associata alle arti dello spettacolo, Active Arts presso il Music Center va ben oltre l'esperienza più formale associata ai centri per le arti dello spettacolo. I programmi Active Arts coinvolgono persone provenienti da ambienti ed esperienze diverse e stabiliscono una serie ininterrotta di eventi artistici ricreativi gratuiti o a basso costo che incoraggiano le persone a cantare, ballare, suonare musica e raccontare storie solo per puro divertimento e amore per esso.
I programmi di Active Arts attraversano i confini interculturali e incoraggiano le persone a partecipare al solo scopo di creare arte e includono "Dance Downtown", "Drum Downtown", "A Taste of Dance", "Public Practice", "Friday Night Sing-Along" e "The Music Center Holiday Sing-Along".

### Glorya Kaufman Presenta la Danza al Music Center
Negli ultimi dieci anni il Music Center ha sviluppato un ambizioso programma di presentazione della danza, che ha conferito una solida reputazione, a livello locale, nazionale e internazionale. L'iniziativa è iniziata nel 2000 con la presentazione tutto esaurito del Balletto Bol'šoj nella sua produzione storica di Romeo e Giulietta di Prokof'ev e la nuova interpretazione del Don Chisciotte.
Da allora il Music Center ha presentato una vasta gamma di gruppi, tra cui New York City Ballet, San Francisco Ballet, American Ballet Theatre, Dance Theatre of Harlem, Alvin Ailey American Dance Theater, Ballet Nacional de Cuba, Beijing Modern Dance Company, Merce Cunningham Dance Company, Kirov Ballet of the Mariinsky Theatre, Nuevo Ballet Español, Miami City Ballet and Eifman Ballet of St. Petersburg.

## Direzione ed amministrazione
Il Music Center è gestito da un consiglio di amministrazione presieduto da Lisa Specht (2013). Il Presidente ed Amministratore delegato del Music Center è Rachel S. Moore (2015). La Contea di Los Angeles possiede i locali del Music Center e provvede ai finanziamenti per la manutenzione, le operazioni, il mantenimento del territorio, la sicurezza e gli uscieri. Le entrate derivanti dal funzionamento delle autorimesse del Music Center compensano queste spese. Il Music Center e le quattro compagnie residenti sono responsabili delle produzioni presentate nei teatri. Il Music Center mantiene e gestisce gli edifici e i giardini e sovrintende l'occupazione dei teatri, delle strutture del ristorante e degli archivi del Centro musicale.

### Gruppi membri
Il Music Center ha un numero di gruppi membri organizzati:
- Il Blue Ribbon, fondato dalla signora Chandler nel 1968, ha una partecipazione di oltre 450 donne leader di Los Angeles che sostengono le arti dello spettacolo e apportano sostanziali contributi finanziari ai programmi per la comunità del Centro e alle sue compagnie residenti ogni anno.
- Il Music Centre Leadership Council, fondato nel 1978, è composto da uomini d'affari e leader del settore dell'intrattenimento che condividono un interesse per le arti dello spettacolo e per il benessere del Music Center.
- Center Dance Association (CDA) è dedicato alla promozione della programmazione educativa legata alla danza, all'ampliamento del pubblico della danza a Los Angeles ed alla creazione di eventi speciali legati alla danza per il divertimento e l'istruzione dei suoi membri.